# Беслет
Беслет е най-високия връх в родопския рид Дъбраш, както и най-високата точка в община Гърмен. Той се намира в местността Беслет, която е покрита с вековни борови и смърчови гори, но обширното бѝло е покрито само с трева.